# Eustomias tetranema
Eustomias tetranema är en fiskart som beskrevs av Zugmayer, 1913. Eustomias tetranema ingår i släktet Eustomias och familjen Stomiidae. Inga underarter finns listade i Catalogue of Life.